# Giovanni Colombo (calciatore 1905)
Giovanni Colombo (Milano, 2 marzo 1905 – ...) è stato un calciatore italiano, di ruolo centrocampista.

## Carriera
Giocò per cinque stagioni con la Pro Patria, le ultime due in Divisione Nazionale. Debuttò con i tigrotti il 15 marzo 1925 nella partita Canottieri Lecco-Pro Patria (0-1) realizzando la rete della vittoria. Disputò la stagione 1933-34 con la Comense.

## Biografia
Giovanni era conosciuto come Colombo I per distinguerlo da Carlo Colombo II e dal portiere Gaetano Colombo III.